# Campionato internazionale vetture sport
La Campionato internazionale vetture sport, la cui denominazione originale in inglese è International Sports Car Championship, è stata una serie di competizioni per vetture sport gruppo 4 organizzata dalla Federazione Internazionale dell'Automobile, tramite la Commissione Sportiva Internazionale, nel 1966 e 1967.

## Storia
La Commissione Sportiva Internazionale, che amministrava il settore sportivo della Federazione Internazionale dell'Automobile, nel 1966 e 1967 organizza il Campionato internazionale costruttori e il Campionato internazionale vetture sport dedicati entrambi alle gare di durata su strada e su pista, con numerose prove in comune, ma riservati a due categorie diverse di vetture.
Alle gare del Campionato internazionale vetture sport partecipano auto delle categorie Turismo, Gran Turismo e sportprototipi ma il regolamento privilegia le vetture sport gruppo 4, le sole che possono ottenere punti validi per il campionato e competere per il titolo. Un regolamento simile viene adottato anche per il Campionato internazionale costruttori dove però la categoria principale è rappresentata dalle sport prototipo gruppo 6.
Le vetture sport gruppo 4 di questo periodo sono vetture appositamente costruite per le competizioni ma dotate degli equipaggiamenti per l'uso stradale, realizzate in almeno 50 esemplari in un anno, con motori senza limiti di cilindrata massima. Le vetture vengono suddivise in Divisione I, per quelle con motore entro 1.3 litri, Divisione II entro 2.0 litri, Divisione III oltre 2.0 litri. Per ognuna delle tre divisioni viene assegnato un titolo assoluto.
Il calendario del Campionato internazionale vetture sport comprende le gare più prestigiose dell'epoca e prove di minore importanza. Oltre alle prove in comune con il Campionato internazionale costruttori, la 12 Ore di Sebring, la Targa Florio, la 1000 km del Nürburgring, la 24 Ore di Le Mans, valide anche per il Challenge mondiale endurance, la 24 Ore di Daytona, la 1000 km di Monza, la 1000 km di Spa, la Sei Ore di Brands Hatch, la 500 km Nürburgring, vengono inseriti il Gran Premio del Mugello, la Coppa Città di Enna, il Gran Premio di Hockenheim, la 500 km di Zeltweg, la Cronoscalata di Sierra Montana e quella di Cronoscalata di Ollon-Villars.
Dal 1968, dopo due stagioni disputate, il Campionato internazionale vetture sport, per decisione della Commissione Sportiva Internazionale, viene unificato al più prestigioso Campionato internazionale costruttori che diventerà l'unico per le gare di durata e sarà denominato Campionato internazionale marche.

## Albo d'oro
| Anno | Divisione I | Divisione II | Divisione III |
| ---- | ----------- | ------------ | ------------- |
| 1966 | Abarth      | Porsche      | Ford          |
| 1967 | Abarth      | Porsche      | Ford          |